# تشارلز ويلكيس
كان تشارلز ويلكس (3 أبريل 1798-8 فبراير 1877) ضابطًا في البحرية الأمريكية وقبطانًا ومستكشفًا. قاد بعثة استكشاف الولايات المتحدة بين عامي 1838-1842. أدى سلوكه إلى إدانتين من قبل محكمة عسكرية، نجمت إحداهما من مذبحة لما يقارب 80 فيجيًا على جزيرة مالولو في عام 1840. قاد بارجة يو إس إس سان جاسينتو أثناء قضية ترينت خلال الحرب الأهلية الأمريكية (1861-1865)، إذ أوقف سفينة البريد الملكية وأنزل اثنين من الدبلوماسيين الكونفدراليين، مما كاد أن يؤدي إلى نشوب حرب بين الولايات المتحدة والمملكة المتحدة.

## النشأة والحياة المهنية
ولد ويلكس في نيويورك في 3 أبريل 1798، وكان ابن شقيق عمدة لندن السابق جون ويلكس. والدته ماري سيتون، التي توفيت عام 1802 عندما كان تشارلز في الثالثة من عمره، فنشأ تشارلز على يد عمته إليزابيث آن سيتون، والتي اعتنقت لاحقًا الرومانية الكاثوليكية وأصبحت أول امرأة مولودة في أمريكا تُطوّب قديسة من قبل الكنيسة الكاثوليكية. أُرسل تشارلز عندما أصبحت إليزابيث أرملة مع خمسة أطفال إلى مدرسة داخلية، والتحق لاحقًا بكلية كولومبيا، وهي جامعة كولومبيا الحالية. التحق بالبحرية الأمريكية كضابط صف بحري في عام 1818، وأصبح ملازمًا عام 1826.
عُيّن مسؤولًا عن إدارة الخرائط والأدوات التابعة للبحرية في عام 1833 من أجل مسحه لخليج ناراغانسيت، والتي طور منها المرصد البحري والمكتب الهيدروغرافي. وضعت بعثة ويلكس متعددة التخصصات (1838-1842) معيارًا فيزيائيًا لعلوم المحيطات من أجل مشرف المكتب الأول ماثيو فونتين موري.

## المعهد الكولومبي
كان ويلكس خلال عشرينيات القرن التاسع عشر عضوًا في المعهد الكولومبي المرموق لتعزيز الفنون والعلوم، والذي ضم بين أعضائه الرئيسان أندرو جاكسون وجون كوينسي آدامز والعديد من الرجال البارزين في ذلك الوقت، بمن فيهم ممثلين معروفين عن الجيش، والخدمة الحكومية، والمهن الطبية وغيرها.

## الحرب الأهلية
رُقّي ويلكس إلى رتبة قائد في عام 1843، وإلى رتبة نقيب في عام 1855. كُلّف بقيادة يو إس إس سان جاسينتو عند اندلاع الحرب الأهلية الأمريكية، للبحث عن المدمرة التجارية الكونفدرالية سي إس إس سمتر.

### قضية ترينت
قام كجزء من هذه الواجبات بزيارة مستعمرة برمودا البريطانية. ظل ويلكس بناءً على الأوامر في الميناء لمدة أسبوع تقريبًا على متن سفينته الرئيسية يو إس إس واتشيسيت، منتهكًا القانون البريطاني، إذ سمح لسفن البحرية الأمريكية (من كلا الجانبين) بالبقاء في الميناء ليوم واحد فقط. حاصرت زوارقه الحربية يو إس إس تيوغا ويو إس إس سونوما- أثناء بقائه في الميناء- ميناء سانت جورج، وهو قاعدة كونفدرالية رئيسية لسفن «عدّاءات الحصار». فتحت الزوارق الحربية النار على سفينة البريد الملكية ميرلين.
عندما علم ويلكس أن جيمس موراي ماسون وجون سليديل، وهما مفوضان من الاتحاد الكونفدرالي (لبريطانيا وفرنسا، على التوالي)، متوجهان إلى إنجلترا على متن قارب بريطاني، آر إم إس ترينت، أمر الفرقاطة البخارية سان جاسينتو بإيقافهم. قابلت سان جاسينتو ترينت في 8 نوفمبر 1861، وأطلقت رصاصتين عبر قوسها، مما أجبر السفينة على التوقف. صعد فريق من سان جاسينتو بقيادة قبطانها إلى ترينت واعتقلوا ماسون وسليديل، وهو انتهاك آخر للحياد البريطاني. نُقل الدبلوماسيان إلى حصن وارين في ميناء بوسطن.
كانت تصرفات «ويلكس الشنيع» كما وصفته وسائل الإعلام في برمودا، مخالفةً للقانون البحري، وأقنعت الكثيرين أن حربًا واسعة النطاق بين الولايات المتحدة والمملكة المتحدة أمر لا مفر منه.
شُكر رسميًا من قبل الكونغرس «على سلوكه الشجاع والذكي والوطني». تنصل الرئيس لينكولن لاحقًا من تصرفه بسبب الاحتجاجات الدبلوماسية من قبل الحكومة البريطانية (أُطلق سراح ماسون وسليديل). خدم فيما بعد في أسطول نهر جيمس ووُضع على قائمة المتقاعدين في 21 ديسمبر 1861. كُلّف بعد ذلك- بعد ترقيته إلى رتبة عميد بحري في 16 يوليو عام 1862- بالخدمة ضد عدّاءات الحصار في الهند الغربية.

## مناصب
تولى منصب قائد وحدة، بعثة الولايات المتحدة الاستكشافية (1838–1842).

## جوائز
حصل على جوائز منها:
- الميدالية الذهبية (1848).

## روابط خارجية
- تشارلز ويلكيس على موقع الموسوعة البريطانية (الإنجليزية)